# 대림삼거리역
대림삼거리역(大林三거리驛)은 서울특별시 영등포구 대림동에 위치한 신안산선의 전철역이다.

## 연혁
- 2020년 6월 20일: 착공
- 2026년 12월: 신안산선 개통과 함께 영업 개시(예정)

## 승강장
2면 2선의 상대식 승강장 예정이다. 승강장에는 스크린도어가 설치될 예정이다.
| ↑ 신풍           |
| \| 하            |
| 구로디지털단지 ↓ |

| 상 | ● 신안산선(2026년 개통예정) | 여의도 방면 |
| 하 | ● 신안산선(2026년 개통예정) | 한양대 방면 |

## 역 주변
- 한림대학교 강남성심병원
- 대림성모병원
- 대림중학교
- 서울신대림초등학교
- 동작상떼빌아파트
- e편한세상 영등포 아델포레
- SPC식품과학대학

## 인접한 역(예정)
| 신안산선         | 신안산선        | 신안산선                   |
| ---------------- | --------------- | -------------------------- |
| 신풍 여의도 방면 | ● 신안산선 일반 | 구로디지털단지 한양대 방면 |